# Kartika (Schiff)
Die  Kartika war eine Staatsyacht des indonesischen Präsidenten Sukarno. Das Schiff wurde ursprünglich unter dem Namen Fazant gemeinsam mit seinen Schwesterschiffen Merel und Reiger in den 1930er-Jahren als Patrouillenboote der Gouvernementsmarine in Niederländisch-Indien genutzt. Während des Zweiten Weltkrieges wurden sie in die Koninklijke Marine eingegliedert und als Seeflugzeugtender für den Marine Luchtvaartdienst genutzt. Alle drei Schiffe gingen Anfang 1942 verloren. Die Fazant wurde 1944 von der Kaiserlich Japanischen Marine gehoben, repariert und als Patrouillenboot Nr. 109 (jap. 第109号哨戒艇; Dai-109-gō shōkaitei) eingesetzt. Das Schiff überstand den Krieg und diente Anfang der 1950er-Jahre unter dem Namen Kartika als Staatsyacht.

## Bau für die Gouvernementsmarine
Die drei Boote wurden Ende der 1920er-Jahre von der Gouvernementsmarine (der staatlich-zivilen Marine Niederländisch-Indiens) in Auftrag gegeben, um ältere ausgemusterte Kohle-Dampfschiffe zu ersetzen. Die neuen Schiffe wurden von Dieselmotoren angetrieben. Die Verdrängung sollte standardmäßig 600 Tonnen betragen. Der Bau fand vor Ort in Soerabaja (Java) statt.
Als erstes Schiff wurde 1928 Merel (niederl. für „Amsel“) gefertigt, das mit einer Verdrängung von 592 Tonnen etwas leichter war als die beiden 1930/31 nachfolgenden Schwesterschiffe Reiger („Reiher“) und Fazant („Fasan“) mit je 624 Tonnen.
Merel wurde in Koepang (Timor) stationiert; Reiger in Ambon (Molukken) und Fazant in Menado (Nord-Celebes).

## Militarisierung
Aufgrund der politisch angespannten Lage in Europa und Asien wurden bereits ab April 1939 Teile der niederländischen Streitkräfte vorläufig mobilisiert. Verstärkt wurde dann Ende August damit begonnen, Schiffe der Gouvernementsmarine zu militarisieren, d. h. zu bewaffnen und für militärische Operationen vorzubereiten. Merel, Reiger, Fazant und einige weitere Boote wurden zu Seeflugzeugtendern für die Versorgung der Wasserflugzeuge des MLD (Marineflieger) umgerüstet. Nach Kriegsausbruch am 1. September wurden die kampftauglichen Gouvernementsmarine-Schiffe dann per Anordnung des Gouverneurs in die Koninklijke Marine eingegliedert, wo sie Teil des Nederlandsch Eskader in Oost-Indië wurden. Als Militärschiffe erhielten die militarisierten Boote das Namenspräfix Hr.Ms..
Die drei Schiffe wurden bei den Natuna-Inseln im Südchinesischen Meer und bei den Molukken eingesetzt. Von dort aus fanden Überwachungsflüge entlang der Nordgrenzen der Kolonie statt. Die Seeflugzeugtender stellten die Versorgung der Flieger mit Kerosin, Öl, Ersatzteilen, Munition und Proviant sicher und besaßen Kommunikationssysteme. Ab dem 8. Dezember 1941 befanden sich die Niederlande mit Japan im Krieg. Bis spätestens Anfang Februar 1942 fielen die nördlichen Gebiete an die Japaner und die Schiffe zogen sich nach Java zurück. Der Großteil der Wasserflugzeuge war im Kampf zerstört worden.
Am 17. Februar fiel Palembang auf Sumatra an die Japaner, womit Java selbst bedroht war. Um zu verhindern, dass nachts japanische Vorhut-Einheiten mit kleinen Booten über die Sundastraße nach West-Java übersetzen, wurde eine Hilfspatrouille formiert, der neben Merel, Reiger und Fazant zwei weitere Gouvernementsmarine-Schiffe (Sirius und Bellatrix) sowie einige aus Singapur entkommene britische Kohledampfer angehörten. Die britischen Dampfer wurden nach wenigen Tagen von australischen Bathurst-Korvetten abgelöst; zusätzlich kam noch das Kanonenboot Hr. Ms. Soemba hinzu. Die Hilfspatrouille war nachts im Einsatz und ankerte tagsüber an der javanischen Küste bei Merak oder in der Bantam-Bucht.
Nach der Vernichtung der ABDA-Flotte in der Schlacht in der Javasee am 27. Februar war der Fall Javas nicht mehr zu verhindern. Am nächsten Tag wurden in der Sundastraße in Sichtweite der Hilfspatrouillenboote die letzten größeren alliierten Kriegsschiffe von den Japanern abgefangen und versenkt. Die Hilfspatrouille löste sich auf; die australischen Korvetten hatten sich zuvor bereits nach Süden zurückgezogen. Merel und Fazant konnten den Japanern vorerst entkommen und nach Tandjoeng Priok (der Hafen von Batavia) gelangen. Reiger hingegen ging verloren, als sie auf ein Riff fuhr. Die Besatzung konnte sich an Land retten, geriet aber bald in Kriegsgefangenschaft.
Am nächsten Tag, den 1. März, begannen die Japaner mit der Invasion Javas. Da die Schiffe aus Tandjoeng Priok nicht mehr entkommen konnten, wurden sie zusammen mit zahlreichen anderen Booten und Hilfsschiffen selbstversenkt, um den Japanern nicht in die Hände zu fallen und dabei den Hafen zu blockieren. Am 5. März fiel Batavia, am 9. März kapitulierten die verbliebenen Truppen. Frederik Jacob Keizer, der Befehlshaber der Fazant, starb 1945 im Kriegsgefangenenlager Bangkong bei Semarang.

## In japanischen Diensten
Im Juli 1944 wurde das Wrack der Fazant von einer Reparatureinheit der japanischen Marine gehoben, wieder schwimmfähig gemacht und nach Soerabaja geschleppt, wo mit der Reparatur begonnen wurde – die Japaner brauchten angesichts der Kriegslage jedes Schiff. Am 15. Oktober wurde das Schiff als Patrouillenboot Nr. 109 ins japanische Kriegsschiffregister eingetragen; dem Marinedistrikt Maizuru zugeteilt und der 2. Süd-Expeditionsflotte (mit Hauptquartier in Soerabaja; Teil der Südwestlichen Regionalflotte) unterstellt. Die Reparaturen und Umbauten waren zu diesem Zeitpunkt allerdings noch nicht abgeschlossen, Boot Nr. 109 wurde nach Verzögerungen erst Ende April 1945 einsatzfertig. Neben der Fazant wurden zwei weitere niederländische Hilfsschiffe als japanische Patrouillenboote eingesetzt: die Valk (Nr. 104) und die Arend (Nr. 108).
Am 2. August 1945 eskortierte Nr. 109 von Batavia aus mit Ziel Singapur einen Konvoi, bestehend aus den Frachtern Fuyo Maru, Tencho Maru und dem Reparaturschiff Seiha Maru Nr. 2. Am nächsten Tag wurde der Geleitzug von den britischen U-Booten Trump und Tiptoe angegriffen, die die Tencho Maru nahe Billiton versenkten. Die restlichen Schiffe erreichten Singapur.
Im September wurde nach der Kapitulation Japans das Patrouillenboot Nr. 109 in Batavia von britischen Einheiten in Besitz genommen und an die Niederlande zurückgegeben.

## Nachkriegszeit
1947 wurde das Schiff von den Niederländern ausgemustert. 1949 wurde Indonesien unabhängig, womit der  knapp fünfjährige Unabhängigkeitskampf erfolgreich endete. Die Fazant fiel an den neuen indonesischen Staat.
1951 wurde das Schiff umgebaut und erhielt einen neuen Werkspoor-Motor. Unter dem Namen Kartika diente es nun noch einige Jahre als Präsidentenyacht für Sukarno. 1954 wurde die Kartika schließlich endgültig ausgemustert und verschrottet.